# Amblychilepas
Amblychilepas là một chi của loài ốc biển thuộc họ Fissurellidae. Ngoài ra, người ta còn gọi chúng là sao sao lỗ khóa do cái đỉnh vỏ bị thay thế bằng một cái lỗ.

## Phân bố
Trừ loài Amblychilepas platyactis được tìm thấy ở ven biển Đại Tây Dương của mũi đất bán đảo (tiếng Anh: Cape Peninsula), Nam Phi, thì tất cả các loài thuộc chi này được tìm thấy ở những vùng nước ôn hòa của Úc.

## Mô tả
Amblychilepas thì có mối liên kết gần gũi với Dendrofissurella và Medusafissurella. khi có cùng chung đặc tính với dải răng kitin và vỏ.
Kích thước cơ thể của các loài thuộc chi này thì rộng hơn vỏ. Mặt trước của vỏ hình ovan thì hẹp hơn phần phía sau. Hai điểm cuối của vỏ thì hơi phát triển. Trên vỏ thì có những đường vân nhỏ, mịn, hướng về phía cái lỗ thay thế cho đỉnh. Cái lỗ ấy thì thuôn dài theo hình ovan và gần như là ở chính giữa vỏ. Từ cái vỏ, có nhú ra một chút về phía cái lỗ, điển hình là loài Amblychilepas nigrita. Chân thì dài ra phía sau vỏ vài có chiều dài dài hơn chiều dài của vỏ. Khác với Dendrofissurella và Medusafissurella, mặt trước của chân (propodium) thì không thay đổi.

## Loài
Hiện chỉ có 3 loài thuộc chi này, chúng bao gồm:
- Amblychilepas javanicensis (Lamarck, 1822):[2] type species.
- Amblychilepas nigrita (G.B. Sowerby I, 1834)[3]
- Amblychilepas platyactis McLean & Lilburn, 1986[4]

Ngoài ra, cơ sở dữ liệu tên là Indo-Pacific Molluscan cũng đề cặp rằng các loài dưới đây là thuộc chi này:
- Amblychilepas compressa (Thiele, 1930)
- Amblychilepas crucis (Beddome, 1882)
- Amblychilepas oblonga (Menke, 1843)
- Amblychilepas omicron (Crosse & Fisher, 1864)

Tên đồng nghĩa theo chi của các loài vốn không thuộc chi này:
- Amblychilepas dubia (Reeve, 1849):[6] đồng nghĩa cho Medusafissurella dubia (Reeve, 1849)
- Amblychilepas pritchardi Hedley, C., 1895: đồng nghĩa cho Amblychilepas nigrita (G.B. Sowerby I, 1834)
- Amblychilepas scutella (Gmelin, 1791):[7] đồng nghĩa cho Dendrofissurella scutellum